# Mabuse
Mabuse, de seu verdadeiro nome Jan Gossaert (1478 - 1 de Outubro de 1532), foi um pintor de língua francesa da Holanda, também conhecido como Jan Mabuse (o nome que ele adotou em sua cidade natal, Maubeuge) ou Jennyn van Hennegouwe (Hainaut).

## Vida
Matriculou-se na Guilda de São Lucas, na Antuérpia, em 1503. Foi um dos primeiros pintores da pintura holandesa e flamenga da Renascença a visitar a Itália e Roma, o que fez em 1508–09, e um líder do estilo conhecido como Romanismo, que trouxe elementos da pintura renascentista italiana ao norte, às vezes com um efeito bastante estranho. Ele alcançou fama pelo menos no norte da Europa e pintou temas religiosos, incluindo grandes retábulos, mas também retratos e temas mitológicos, incluindo alguma nudez.
Desde pelo menos 1508 ele foi aparentemente empregado continuamente, ou pelo menos mantido, por patronos quase reais, a maioria membros da extensa família dos Habsburgos, herdeiros do Ducado Valois da Borgonha. Estes eram Filipe da Borgonha (1464–1524), Adolfo da Borgonha (1489–1540), Cristiano II da Dinamarca no exílio e Mencía de Mendoza, condessa de Nassau, terceira esposa de Henrique III de Nassau-Breda.
Ele foi contemporâneo de Albrecht Dürer e do bastante mais jovem Lucas van Leyden, que ele conhecia, mas tendeu a ser menos considerado nos tempos modernos do que antes. Ao contrário deles, ele não era um gravador, embora seus desenhos sobreviventes sejam muito bons e sejam preferidos por alguns a suas pinturas.

## Galeria

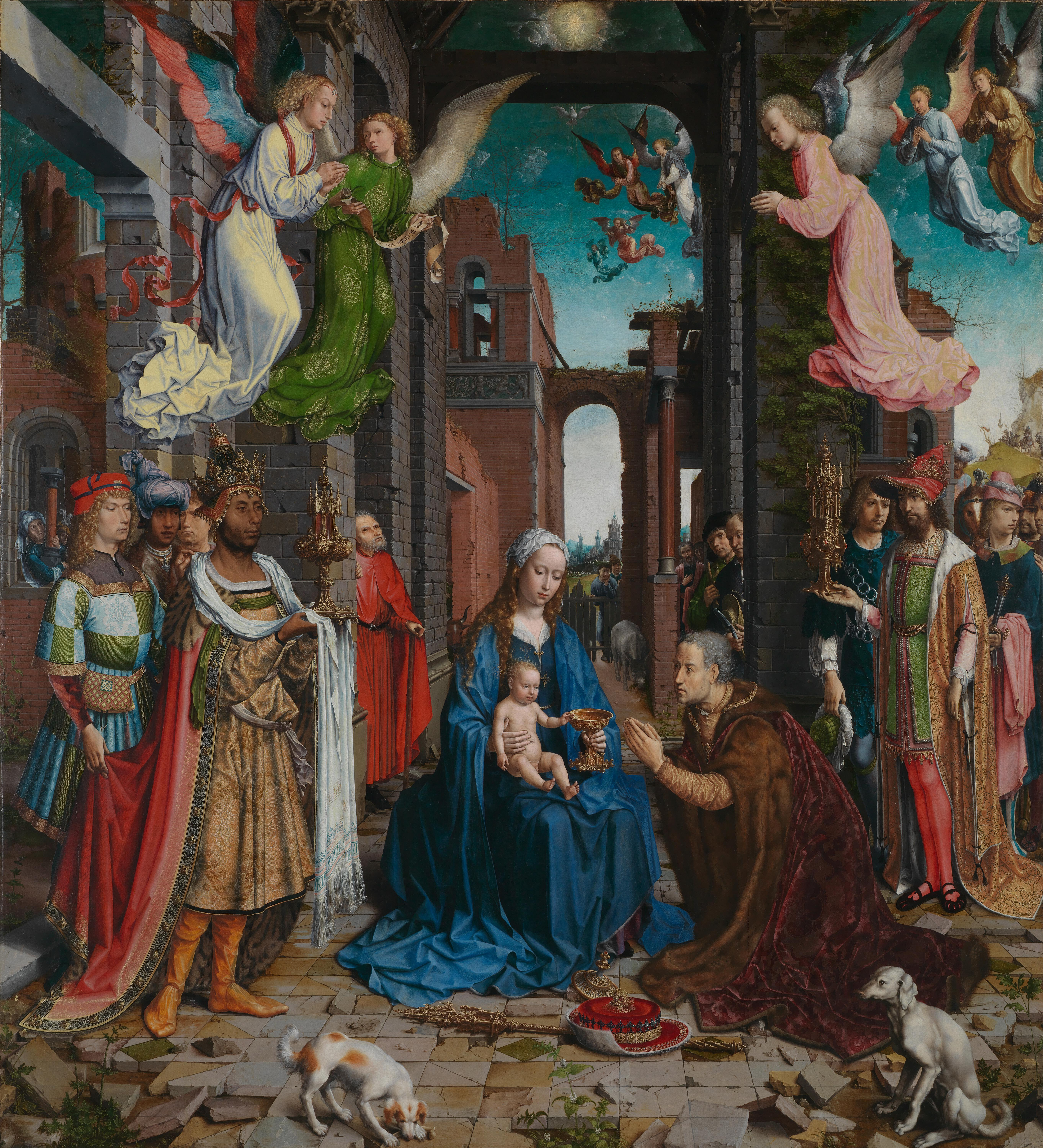
A Adoração dos Reis , anteriormente no Castelo Howard , agora na National Gallery
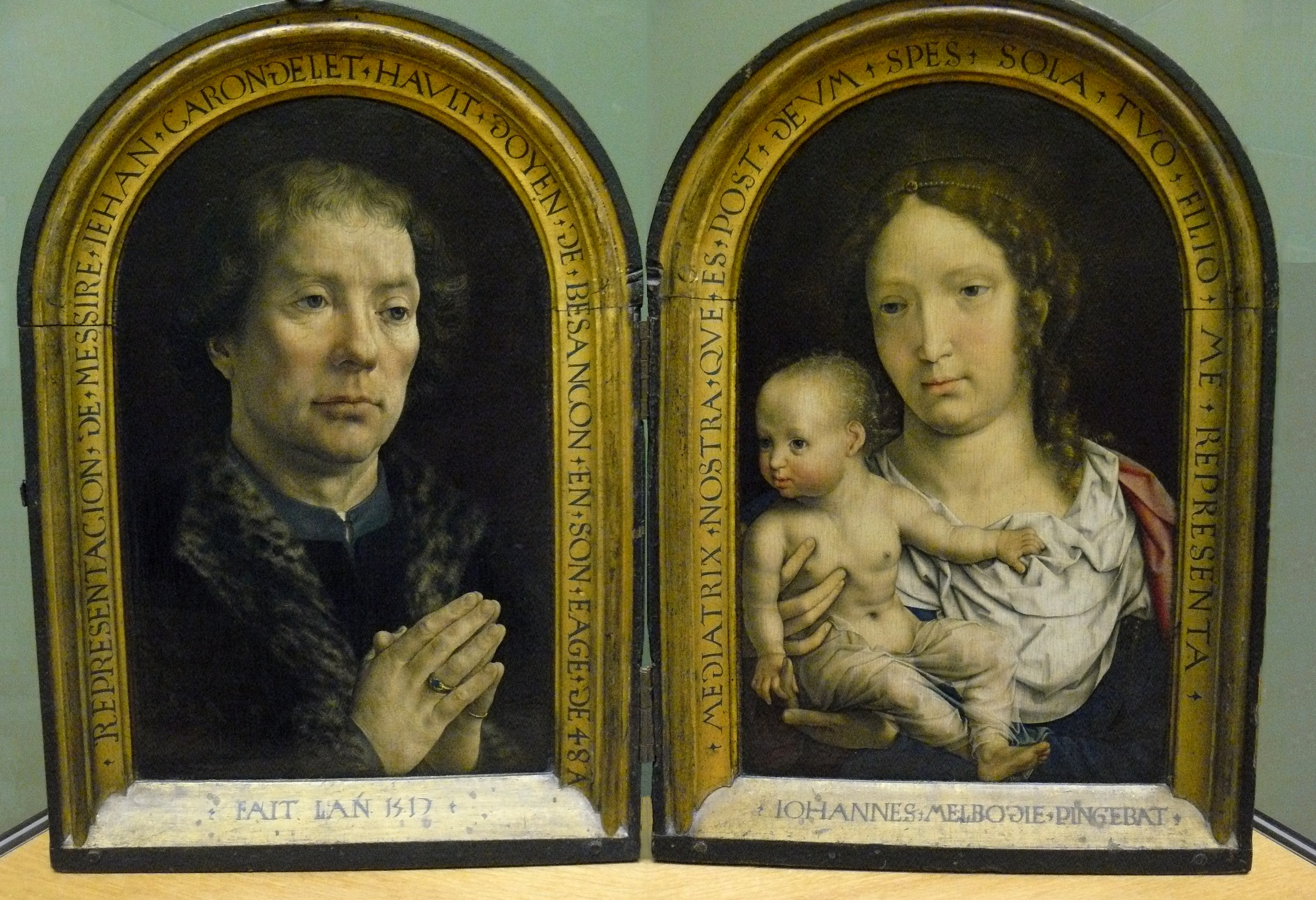
Jean Carondelet
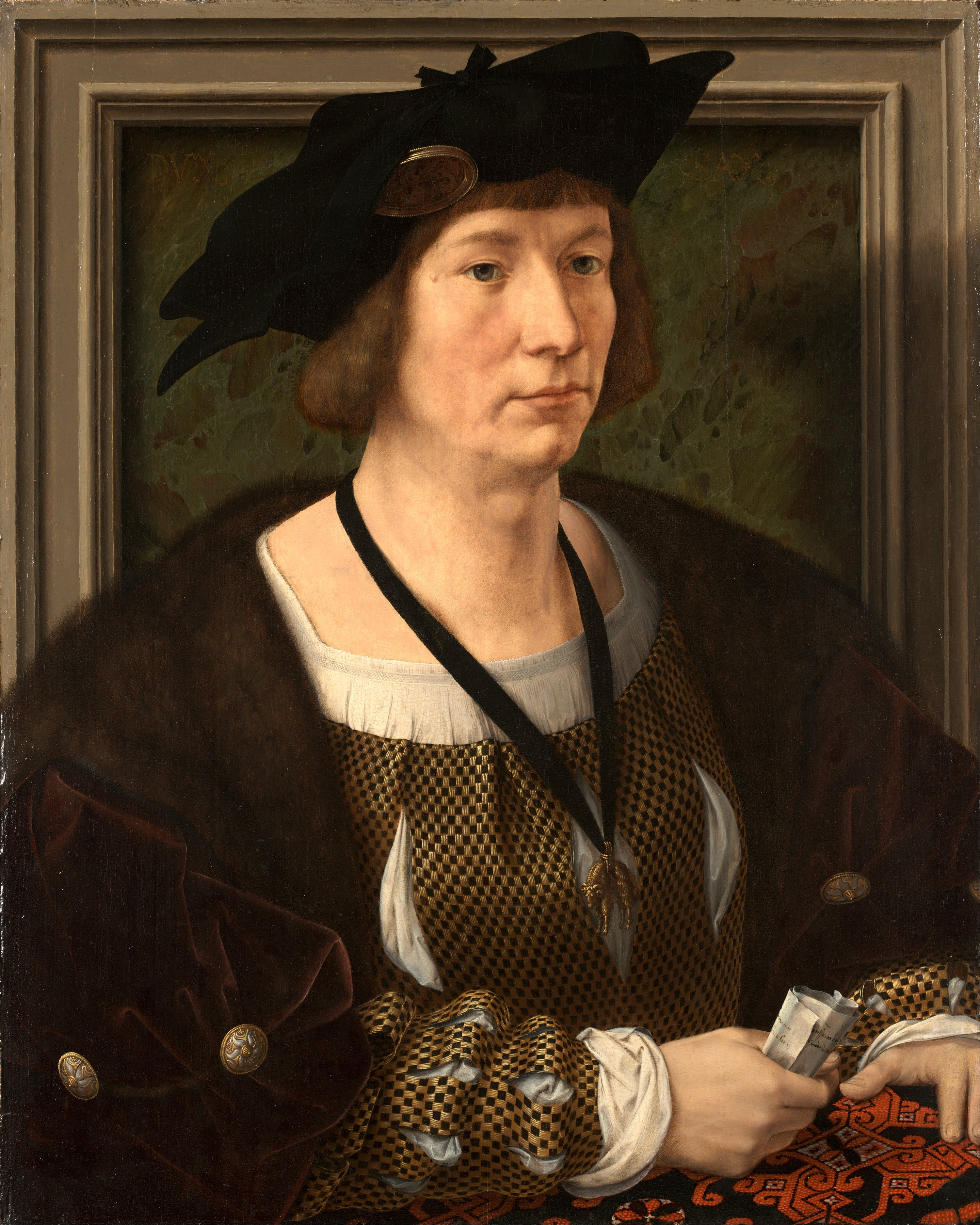
Retrato de Hendrik III, conde de Nassau-Breda
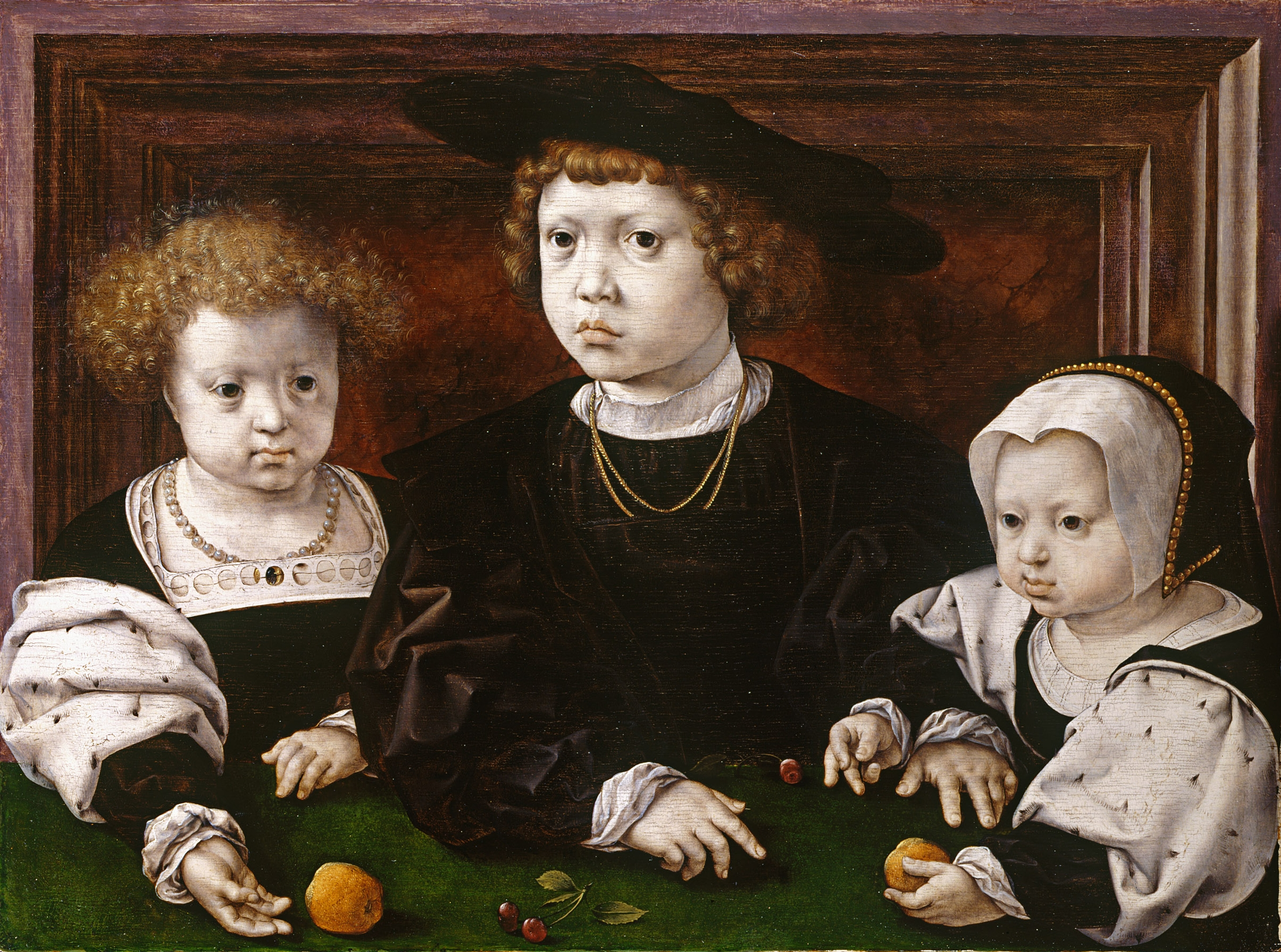
Três filhos de Christian II da Dinamarca 1526
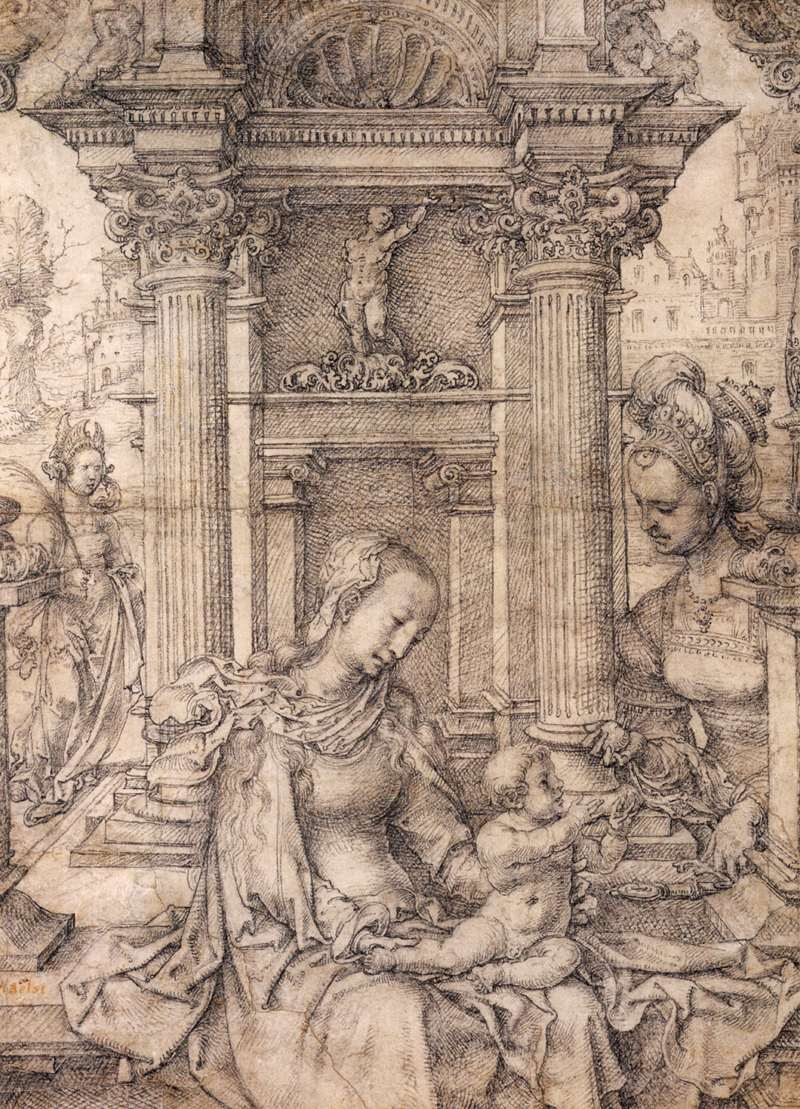
Desenho da Virgem com o Menino com os Santos, c. 1511
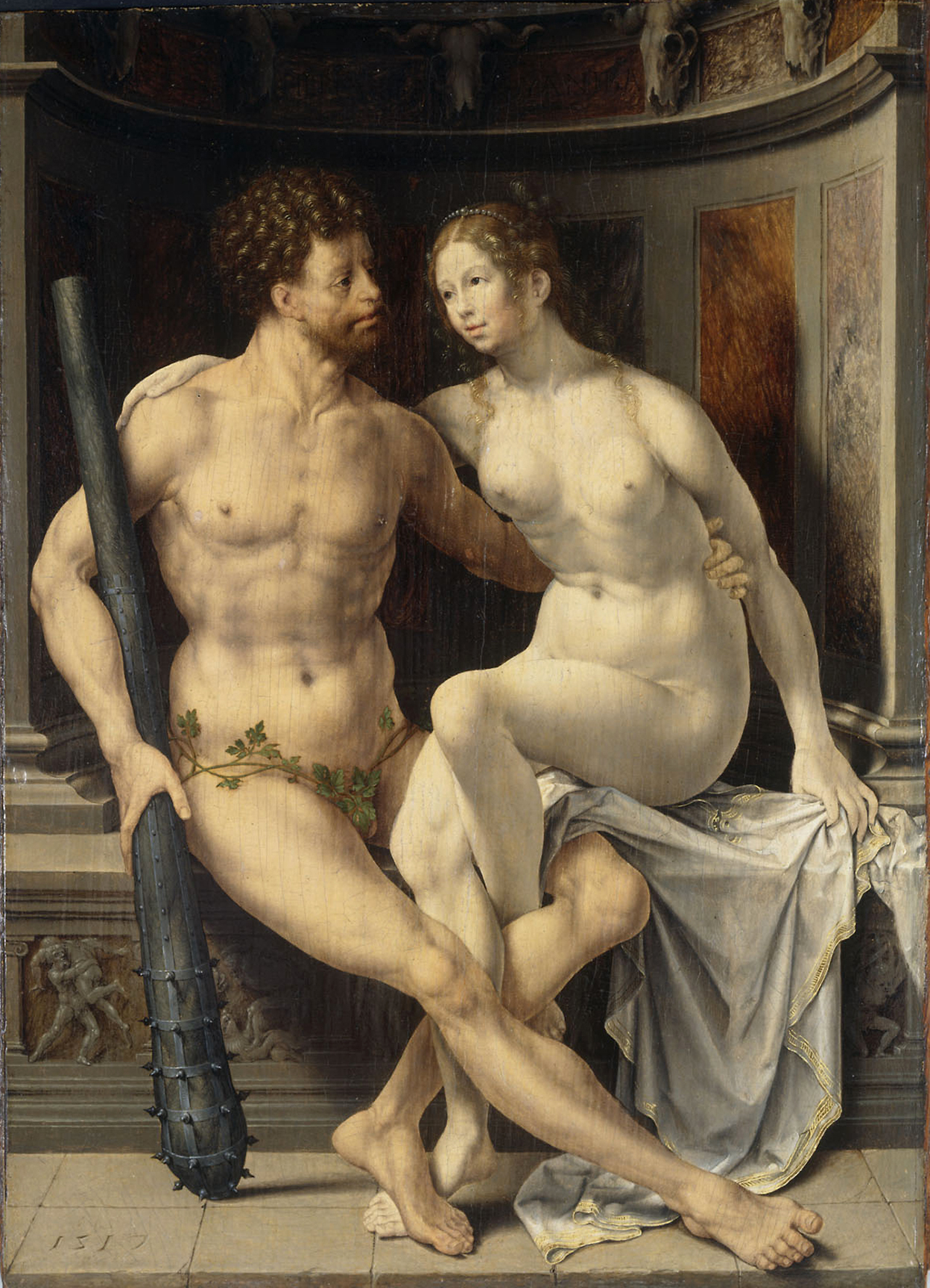
Hércules e Deianira, 1517
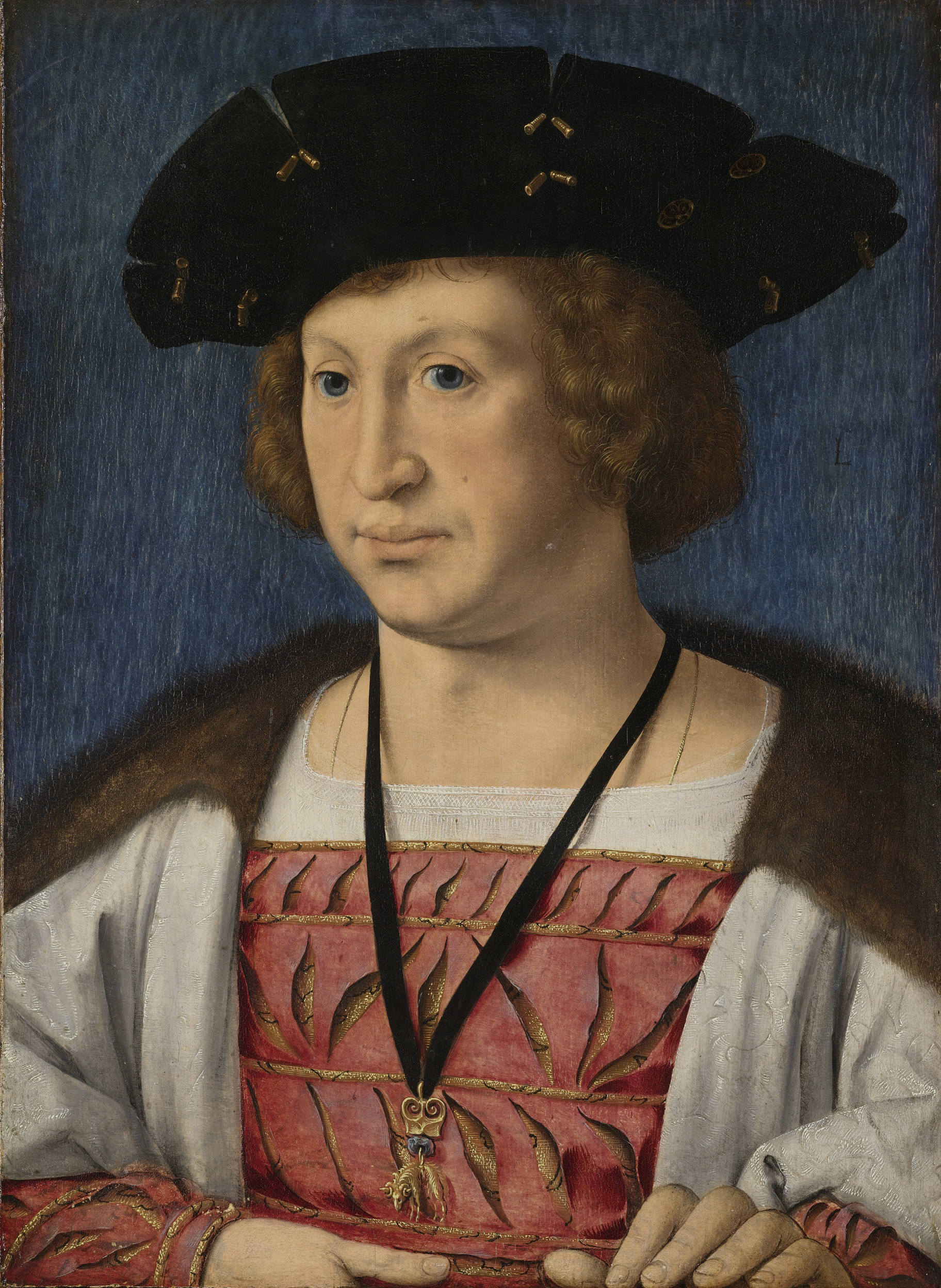
Floris van Egmond, 1519
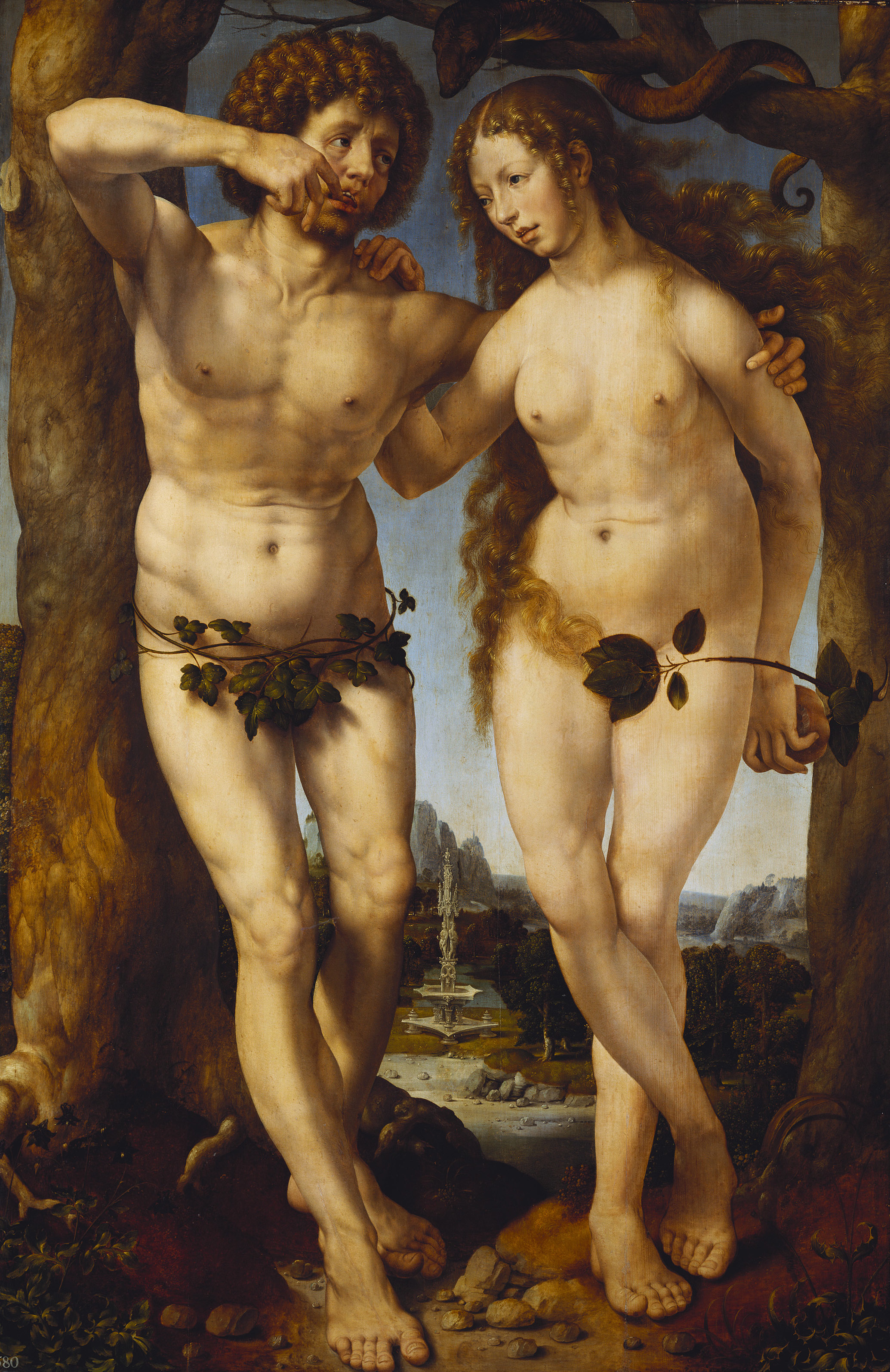
Adão e Eva c. 1520, Royal Collection
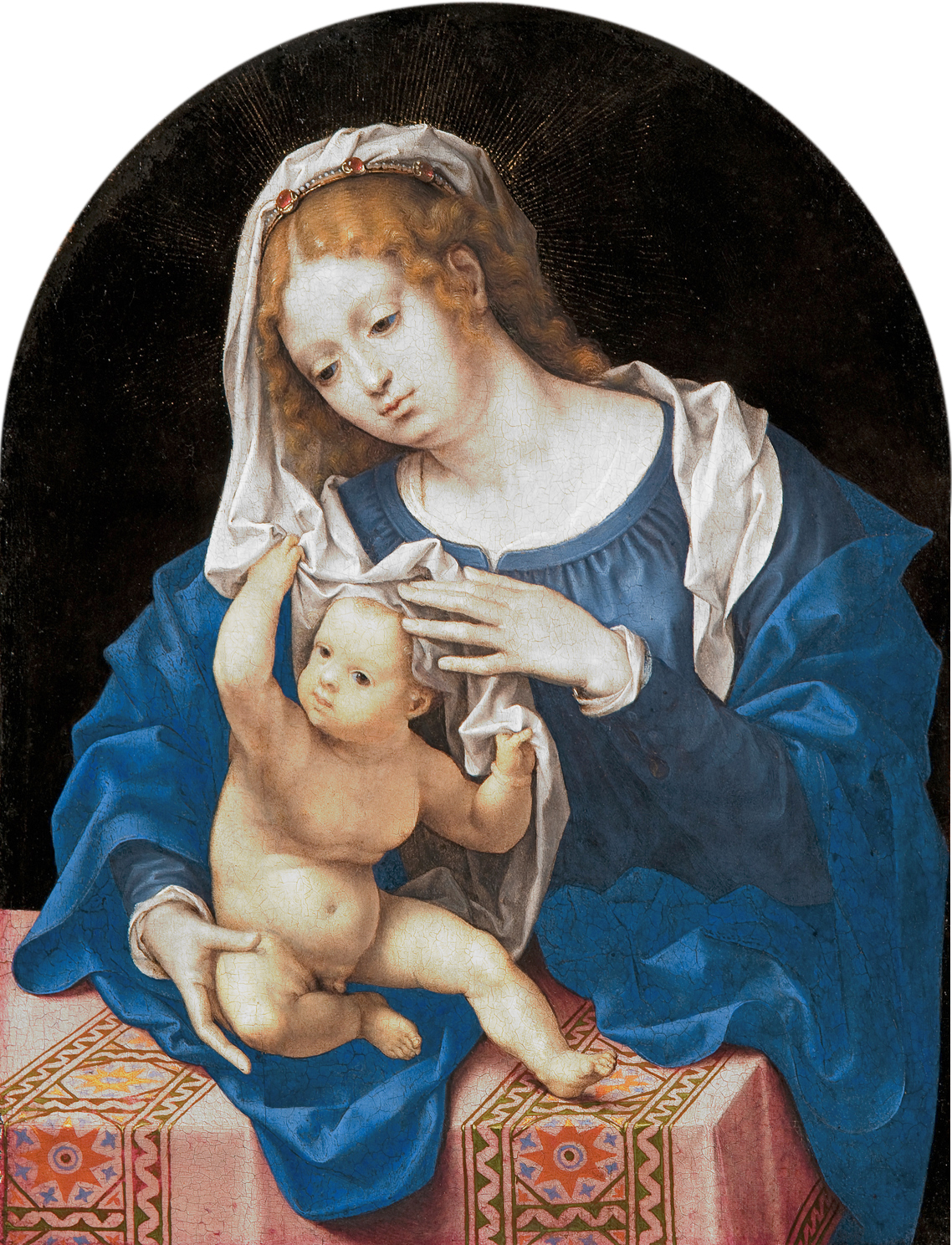
Madonna e criança brincando com o véu 1520-1530, Mauritshuis
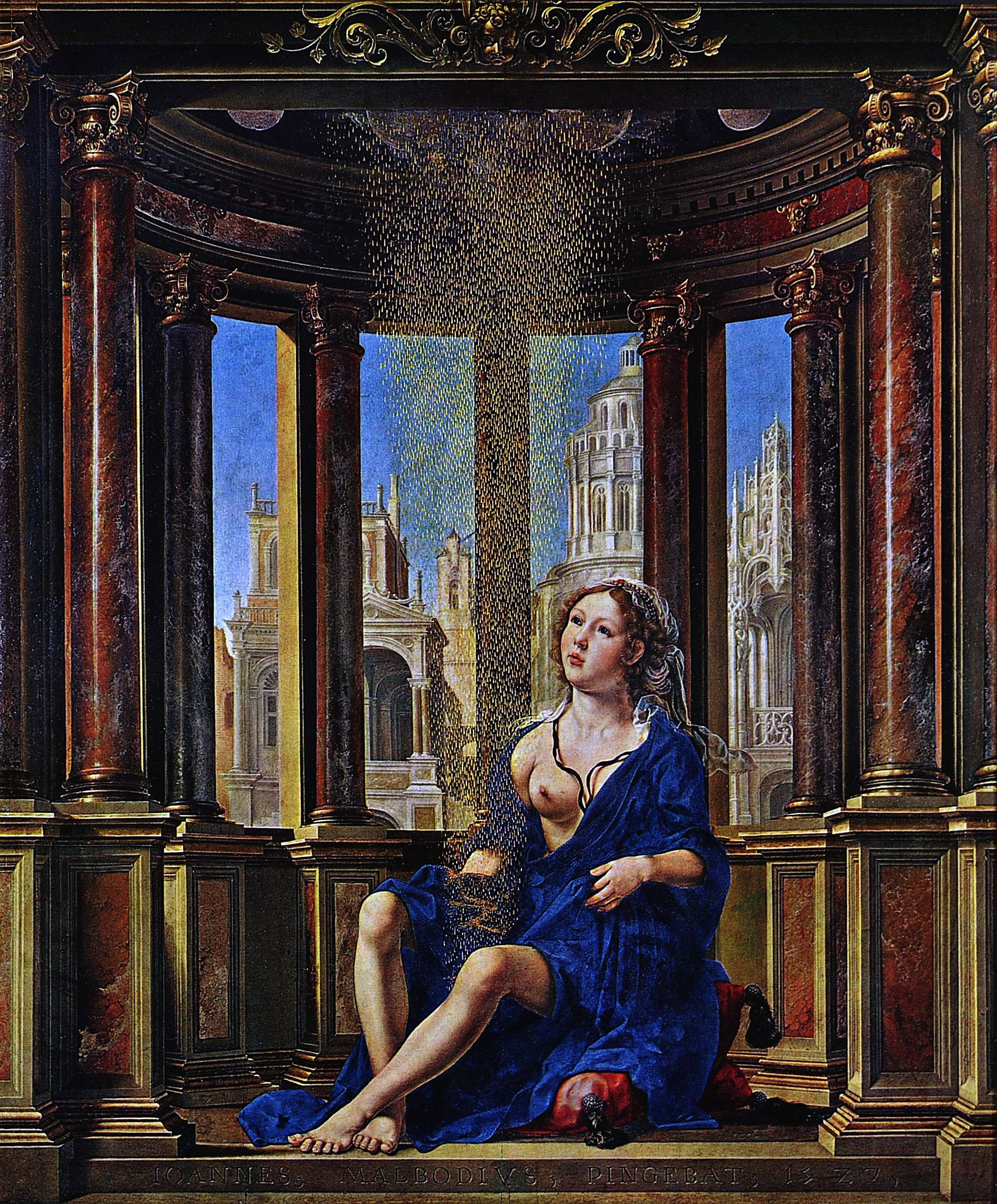
Danae, (1527)
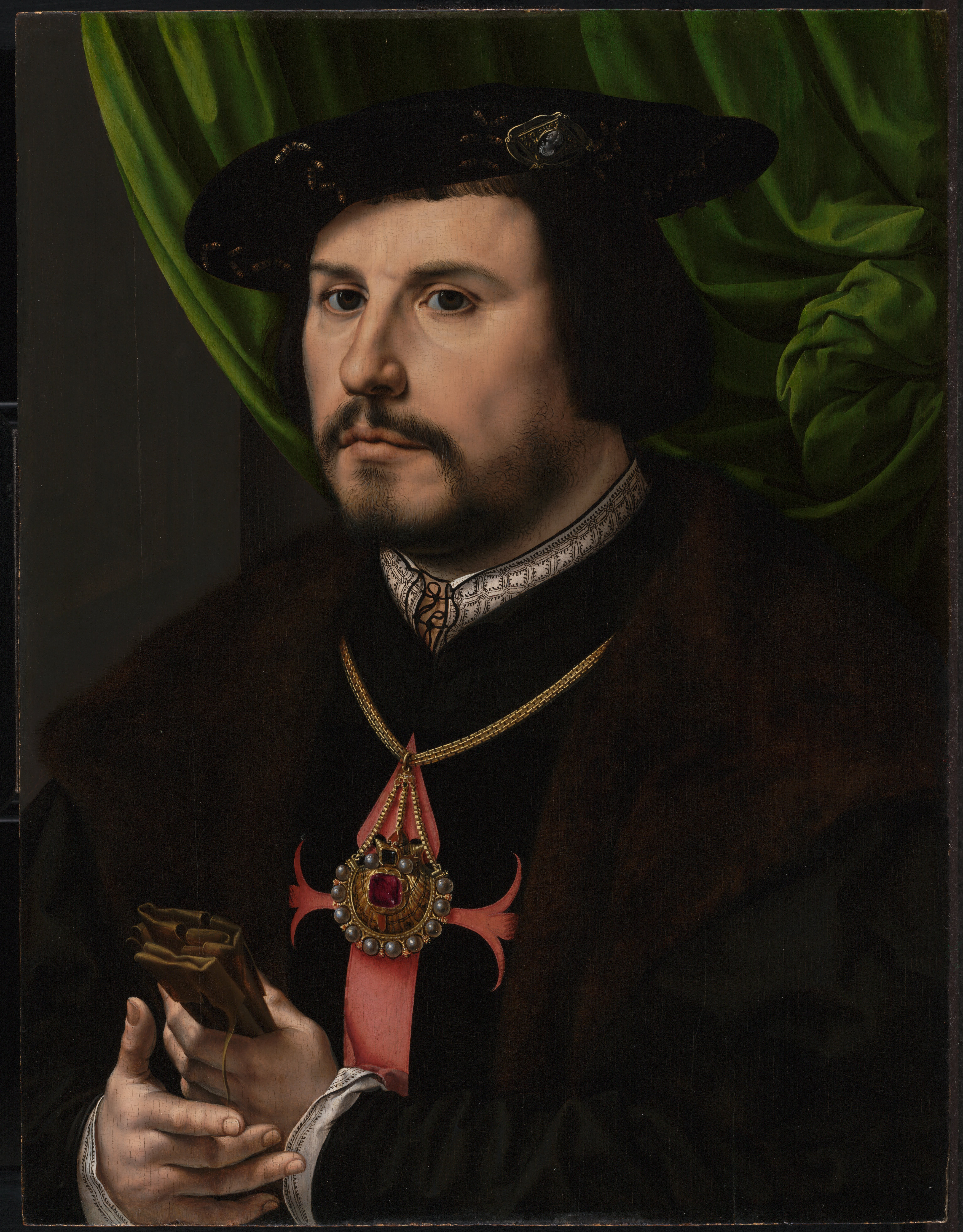
Retrato de Francisco de los Cobos y Molina, 1530
Casal de idosos
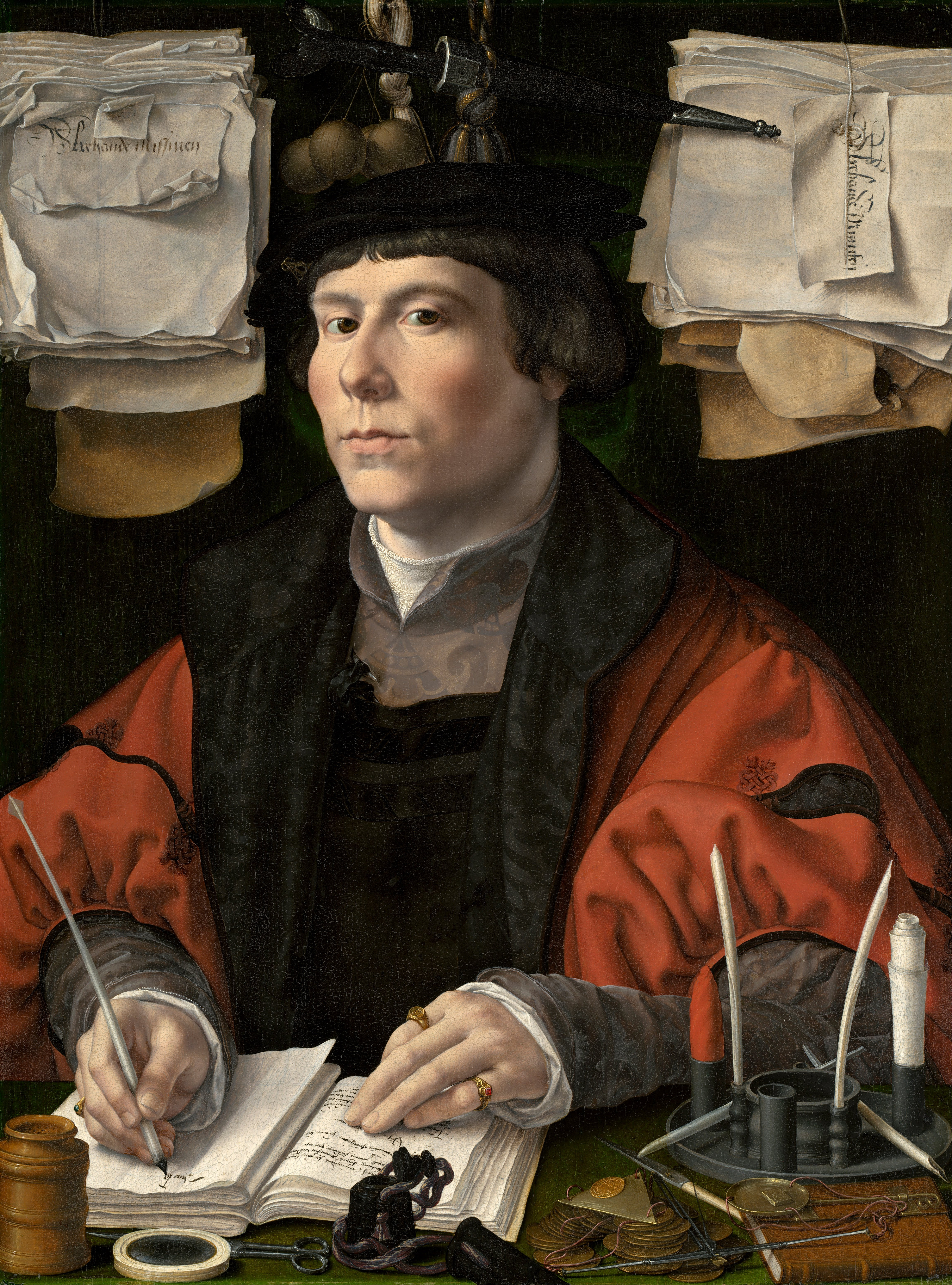
Retrato de um comerciante, c. 1530
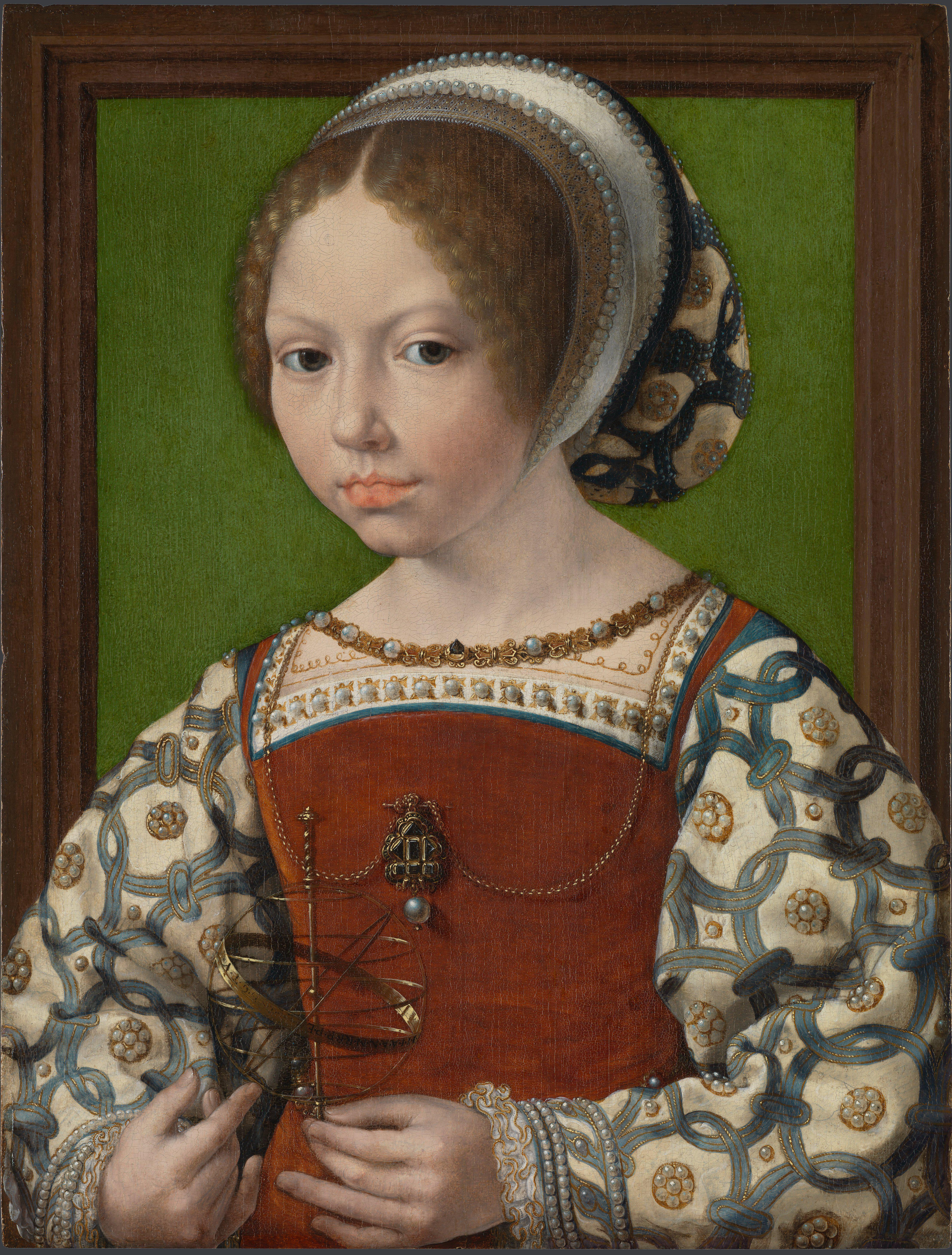
Uma jovem princesa (possivelmente Dorotéia da Dinamarca) 1530
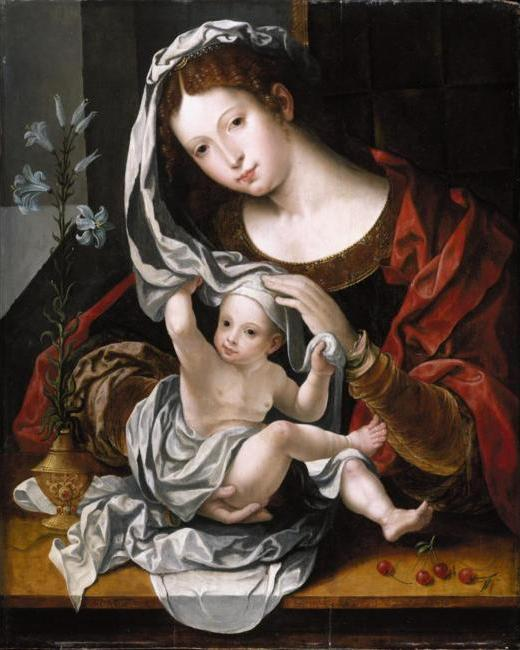
A Virgem e o Menino com lírios brancos e cerejas, c. 1530
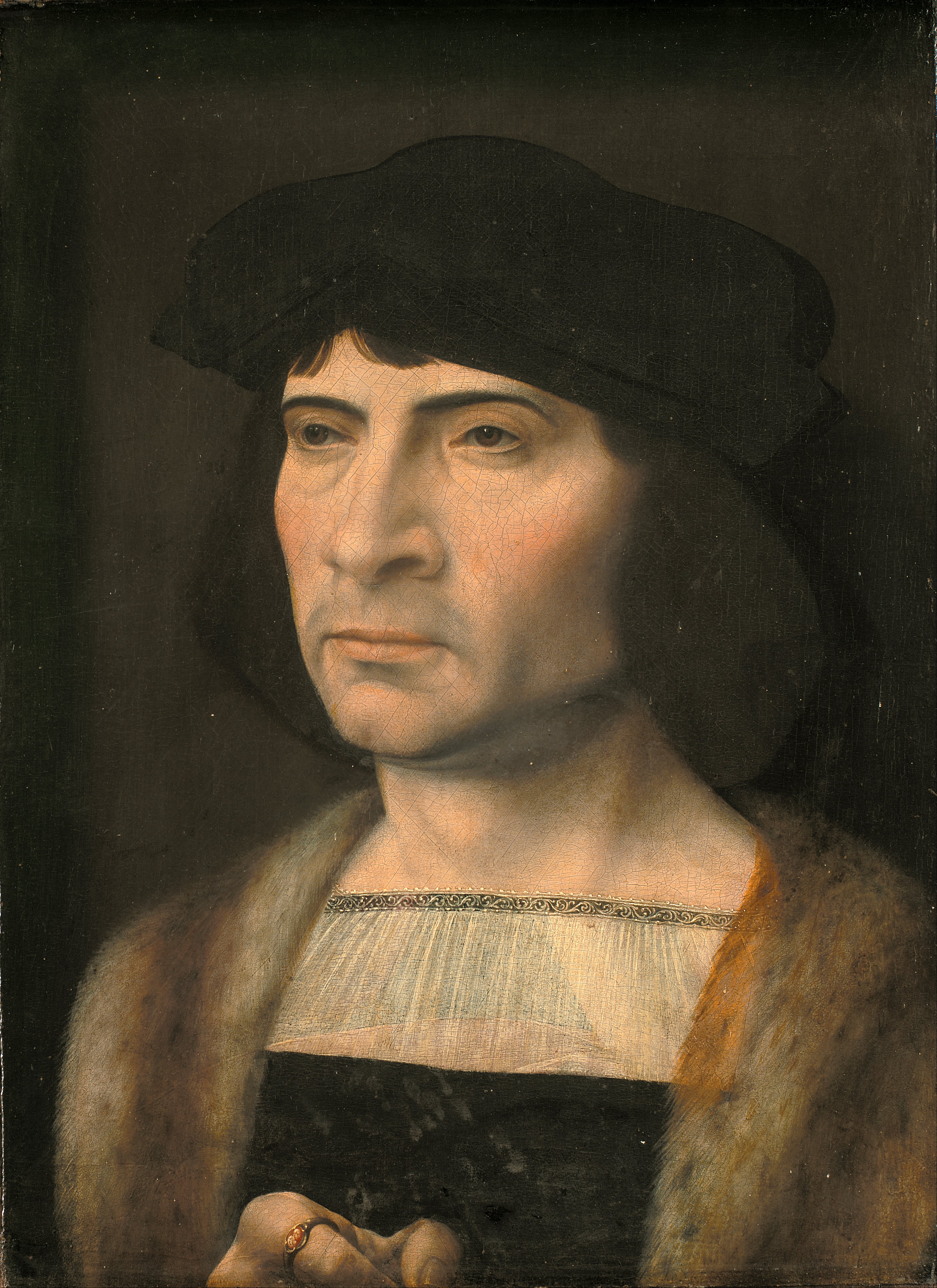
Retrato de um homem, (1493-1532)
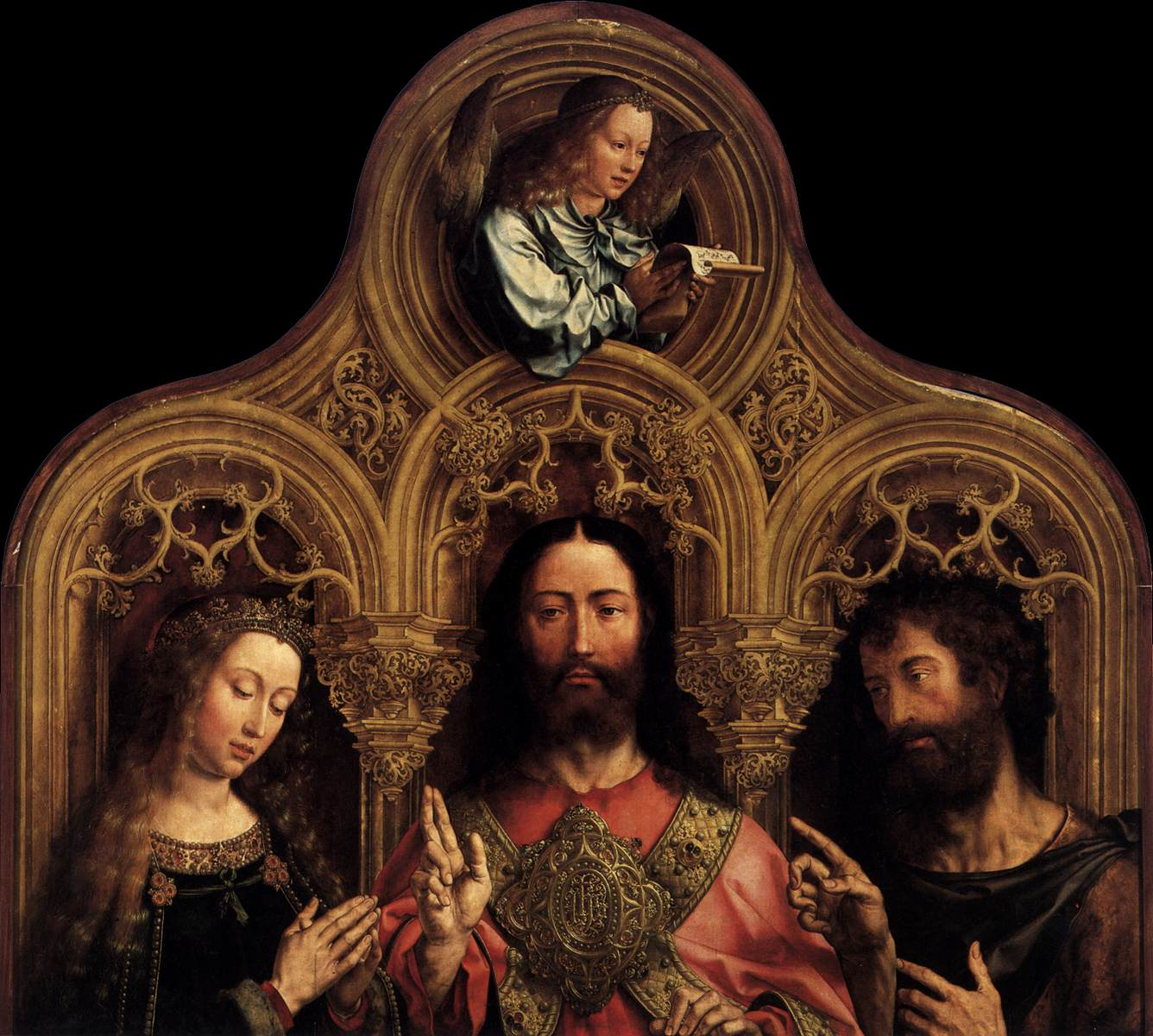
Cristo entre a Virgem e São João Batista, Museu do Prado, Madrid.
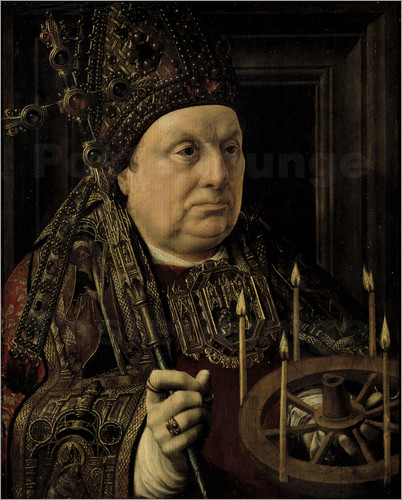
St. Donatian of Rheims
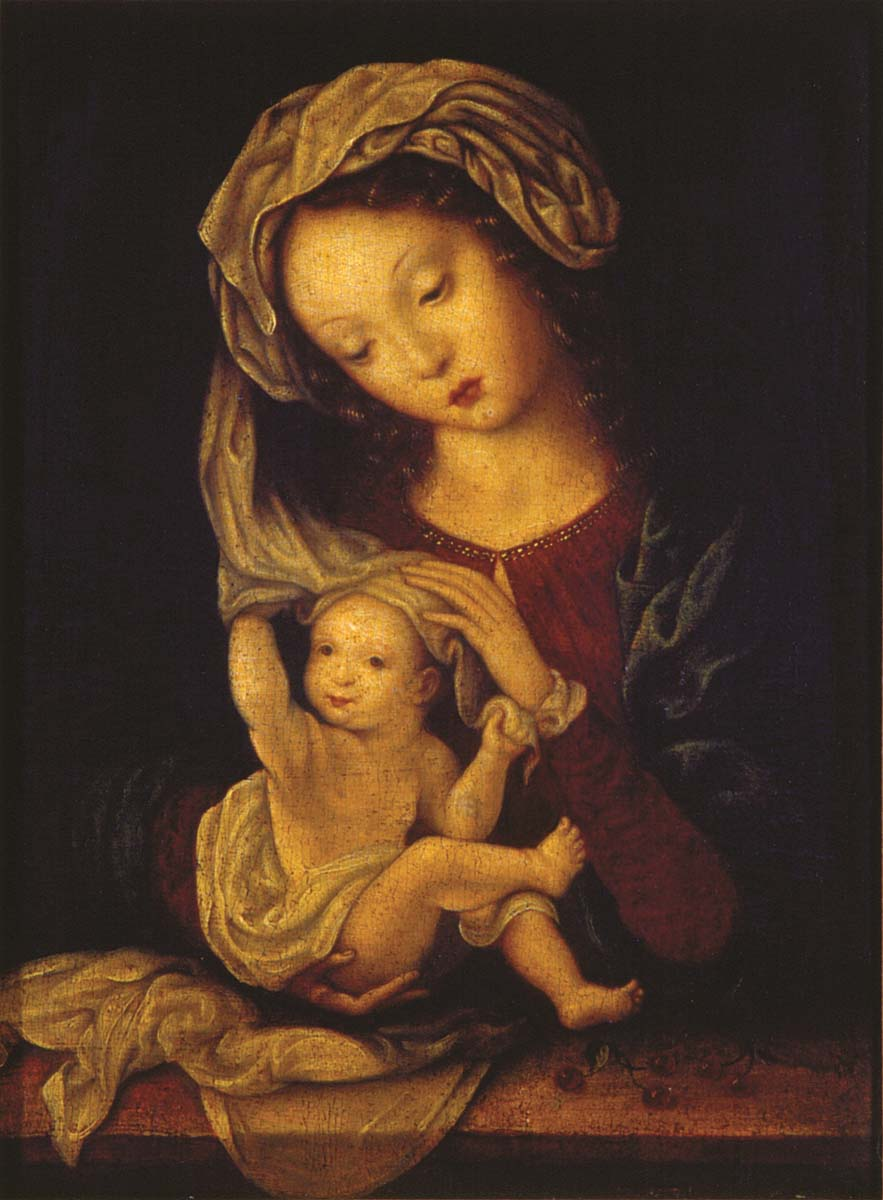
Madona com Menino e Cerejas (1478), Casa Museu Eva Klabin, Brasil